# Josef Matthias Hauer
Josef Matthias Hauer (ur. 19 marca 1883 w Wiener Neustadt, zm. 22 września 1959 w Wiedniu) – austriacki kompozytor i teoretyk muzyki.

## Życiorys
Jako dziecko uczył się gry na cytrze u swojego ojca. W latach 1897–1902 kształcił się w seminarium nauczycielskim w Wiener Neustadt. W zakresie kompozycji był samoukiem, pobierał prywatne lekcje gry na fortepianie, organach, skrzypcach i wiolonczeli. Po złożeniu egzaminów państwowych uprawniających go do nauczania muzyki, pracował jako nauczyciel w Wiener Neustadt i Krumbach. W latach 1914–1918 odbył służbę w wojsku. W 1919 roku ze względu na słaby stan zdrowia wycofał się z działalności zawodowej, poświęcając się komponowaniu i pracy teoretycznej. Obracał się w środowisku wiedeńskiej elity artystycznej, poznał Arnolda Schönberga, z którym jednak szybko poróżnił się. Jego prace zostały uznane przez nazistów za szkodliwe społecznie i dekadenckie, w 1937 roku zaprezentowano je na Wystawie sztuki zdegenerowanej w Monachium.
Otrzymał nagrodę miasta Wiednia (1927), tytuł profesorski (1954) i austriacką nagrodę państwową (1956). Osoba Hauera stała się pierwowzorem postaci neurotycznego kompozytora, pojawiającej się w powieściach Hermanna Hessego, Otto Stoessla i Franza Werfla.

## Twórczość
Był prekursorem dodekafonii i toczył spór z Arnoldem Schönbergiem o pierwszeństwo w odkryciu tej techniki, w 1925 roku uzyskując formalne potwierdzenie swoich praw. Hauer jako pierwszy sformułował i rozwiązał problemy techniki dwunastotonowej, zanim podjęli je twórcy szkoły wiedeńskiej. Tradycyjne tonacje obecne w systemie dur-moll zastąpił zespołem 44 konstelacji akordowych zwanych tropami, z których można złożyć 479 001 600 możliwych szeregów dwunastotonowych. Sformułował normy służące transformacji tropów i badał pokrewieństwa między nimi. Zakładając absolutną autonomię poszczególnych dźwięków, stworzył nową metodę zapisu muzycznego, operującego kompleksem 8 linii. Ze względu na niejasne podstawy estetyczne teorii Hauera oraz pozbawiony indywidualnych rysów charakter tworzonej muzyki, jego koncepcje pozostały jednak zjawiskiem odizolowanym.
Swoje koncepcje teoretyczne przedstawił m.in. w pracach Vom Wesen des Musikalischen (1920), Melodie oder Geräusch (1921), Sphärenmusik (1922), Atonale Musik (1923), Die Tropen und ihre Spannungen zum Dreiklang (1924), Vom Melos zur Pauke (1925), Zwölftontechnik. Die Lehre von den Tropen (1925).

## Ważniejsze kompozycje
(na podstawie materiałów źródłowych)

### Utwory instrumentalne
- Nomos (I symfonia) na 1 lub 2 fortepiany i orkiestrę (1912–1913); także wersja na 2 fortepiany (1913)
- Nomos (II symfonia) na fortepian i małą orkiestrę (1913)
- Apokalyptische Phantasie (III symfonia) na 2 fortepiany i orkiestrę (1913); także wersja na 2 fortepiany (1914) i na orkiestrę
- Oriental Tale na fortepian (1916)
- Nomos na fortepian i zespół smyczkowy (1919)
- Kwintet na klarnet, skrzypce, altówkę, wiolonczelę i fortepian (1924)
- 6 kwartetów smyczkowych (1924–1926)
- 8 suit orkiestrowych (I 1924, II 1924, III z barytonem 1925, IV 1926, V 1926, VI 1926, VII 1926, VIII 1927)
- Romantische Fantasie na małą orkiestrę (1925)
- 7 Wariacji na flet, klarnet, skrzypce, altówkę, wiolonczelę i kontrabas (1925)
- Symphonische Stücke (Kammerstücke) na smyczki, fortepian i fisharmonię (1926)
- Sinfonietta (1927)
- Koncert skrzypcowy (1928)
- Koncert fortepianowy (1928)
- Divertimento na małą orkiestrę (1930)
- Konzertstücke na orkiestrę (1932)
- Tanzphantasien I–II na 4 solistów i orkiestrę (1933) i III–VII na orkiestrę kameralną (1934)
- 2 Tanzsuiten na 9 instrumentów solowych (1936)
- Labyrinthischer Tanz na fortepian na 4 ręce (1952)
- Langsamer Walzer na orkiestrę (1953)
- Chinesisches Streichquartet (1953)
- Hausmusik na fortepian na 4 ręce (1958)

### Utwory wokalno-instrumentalne
- Lateinische Messe na chór, orkiestrę kameralną i organy (1926, niedokończone)
- oratorium Wandlungen na 6 solistów, chór i orkiestrę kameralną (1927)
- kantata Emilie von ihrem Brauttag na alt i orkiestrę (1928)
- kantata Der Menschen Weg na 4 solistów, chór i orkiestrę, słowa Friedrich Hölderlin (1934)
- Vom Leben na narratora, mały chór i małą orkiestrę, słowa Friedrich Hölderlin (1928)

### Opery
- Salambo (1930, wyk. radio wiedeńskie 1983)
- Die schwarze Spinne (1932, wyst. Wiedeń 1966)